# Farkadóna
Farkadóna (grec moderne : Φαρκαδόνα) est une localité située dans le dème de Farkadóna, dans le district régional de Tríkala, dans la périphérie de Thessalie, en Grèce.
Selon le recensement de 2021, elle compte 1 829 habitants.